# Radosinj
Radodinj (cirill betűkkel Радосињ) egy falu Szerbiában, a Piroti körzetben, a Babušnicai községben.

## Népesség
- 1948-ban 594 lakosa volt.
- 1953-ban 554 lakosa volt.
- 1961-ben 498 lakosa volt.
- 1971-ben 445 lakosa volt.
- 1981-ben 298 lakosa volt.
- 1991-ben 151 lakosa volt
- 2002-ben 71 lakosa volt,[1] akik közül 70 szerb (98,59%) és 1 ismeretlen.[2]